# 6775 Giorgini
A 6775 Giorgini (ideiglenes jelöléssel 1989 GJ) a Naprendszer kisbolygóövében található aszteroida. Eleanor F. Helin fedezte fel 1989. április 5-én.